# Altenrath (Lindlar)

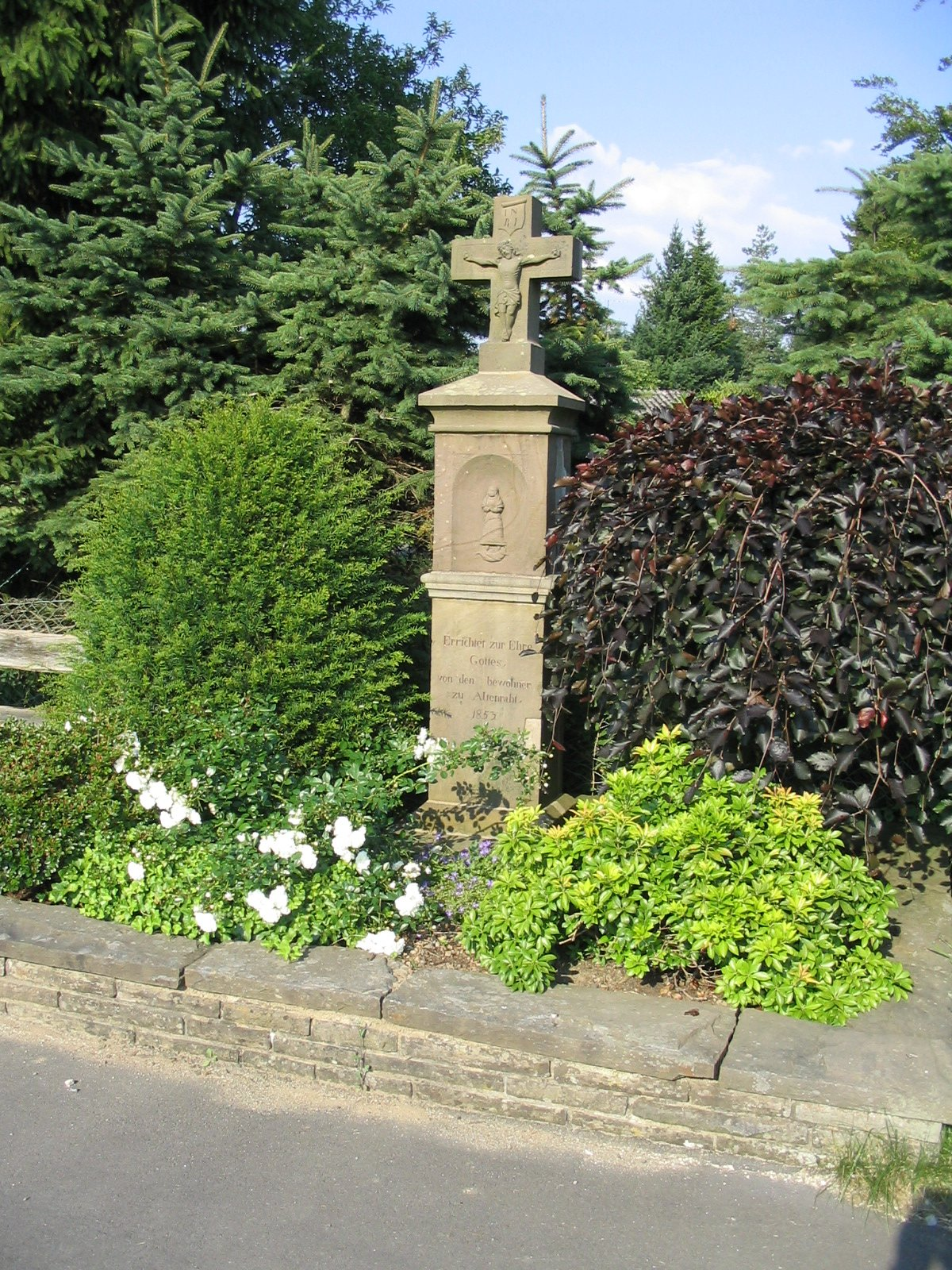
Wegekreuz in Altenrath

Die Ortschaft Altenrath ist ein Ortsteil der Gemeinde Lindlar, im Oberbergischen Kreis im Regierungsbezirk Köln in Nordrhein-Westfalen. Sie liegt südöstlich von Lindlar.

## Lage und Beschreibung
Altenrath liegt südlich des nahen Lindlarer Hauptortes. Der Ort ist städtebaulich mit seinen Nachbarorten Bolzenbach, Oberschümmerich, Unterschümmerich und Böhl verwachsen. Weitere Nachbarorte sind Eichholz und Burg. Altenrath wird zusammen mit Böhl als "Altenrath-Böhl" bezeichnet.

## Geschichte
1413 wurde der Ort zum ersten Mal als Altenroede im Kämmereiregister des Kölner St.-Serverinstiftes für den Fronhof Lindlar urkundlich erwähnt.
Altenrath (damals als Altenroide oder Altenroede bezeichnet) entstand vermutlich wesentlich früher, in der Frühzeit der Entstehung Lindlars, unmittelbar nach Beginn der frühen Rodungsarbeiten im späten 10. Jahrhundert.
Der Ortsname ist in diesem Zusammenhang weitestgehend selbsterklärend: Altenrath ist die alte Rodung. Julius Leithäuser erklärt dazu: „Das Zeitwort roden (mitteldeutsche Form für hd. rotten und im Ablaut zu reuten) bedeutet: den Bonden von Wald [...] befreien und dadurch urbar machen; [...]“. Nach Arnold gehört das Wort der dritten, jüngsten Periode der O.N. an (9.–12. Jh.), wenngleich einzelne Namen älter sind.
Im Mittelalter gehörte Altenrath im Verband des Fronhofes und dem Kirchspiel Lindlar. Im Fronhof zu Lindlar musste auch der Zehnte abgegeben werden. 1413 wurde in den Urkunden erwähnt: „1 Hof, de universis bladis suis seminatis“.
Im 17. Jahrhundert wurde das Kirchspiel Lindlar und Hohkeppel in insgesamt 10 Honschaften aufgegliedert, Altenrath gehörte in dieser Zeit zur Honschaft Oberhelling.
Die Topographia Ducatus Montani des Erich Philipp Ploennies, Blatt Amt Steinbach, belegt, dass der Wohnplatz bereits 1715 vier Hofstellen besaß, die als Altenrodt beschriftet sind. Carl Friedrich von Wiebeking benennt die Hofschaft auf seiner Charte des Herzogthums Berg 1789 als Altenrath.
Der Ort ist auf der Topographischen Aufnahme der Rheinlande von 1825 als Altenrath verzeichnet. Die Preußische Uraufnahme von 1840 zeigt den Wohnplatz ebenso unter dem Namen Altenrath. Ab der Preußischen Neuaufnahme von 1894/96 ist der Ort auf Messtischblättern regelmäßig als Altenrath verzeichnet.
1822 lebten 38 Menschen im als Hof kategorisierten und (Alten) Rath bezeichneten Ort, der nach dem Zusammenbruch der napoleonischen Administration und deren Ablösung zur Bürgermeisterei Lindlar im Kreis Wipperfürth gehörte. Für das Jahr 1830 werden für den als Altenrath bezeichneten Ort 40 Einwohner angegeben. Der 1845 laut der Uebersicht des Regierungs-Bezirks Cöln als Weiler kategorisierte Ort besaß zu dieser Zeit 16 Wohngebäude mit 185 Einwohnern, alle katholischen Bekenntnisses. Die Gemeinde- und Gutbezirksstatistik der Rheinprovinz führt Altenrath 1871 mit 37 Wohnhäusern und 167 Einwohnern auf. Im Gemeindelexikon für die Provinz Rheinland von 1888 werden für Altenrath 28 Wohnhäuser mit 171 Einwohnern angegeben. 1895 besitzt der Ort 28 Wohnhäuser mit 179 Einwohnern und gehörte konfessionell zum evangelischen Kirchspiel Ründeroth. 1905 werden 31 Wohnhäuser und 192 Einwohner angegeben.
1894 wurden neue Feuerlöschgeräte von der Gemeinde Lindlar angeschafft, unter anderem eine zweirädrige Druckspritze für Altenrath.
1902 wurde eine Fernsprechleitung von Köln über Immekeppel, Altenrath und Remshagen nach Gummersbach eingerichtet. 1925 wurde die St. Johannes Schützenbruderschaft Helling 1925 e. V. gegründet, die noch heute existiert.
Im Jahre 1933 wurden auf Veranlassung der NSDAP-Kreisleitung politisch anders denkende Bürger Altenraths nach Porz verschleppt und dort vernommen, misshandelt und erst nach Tagen wieder entlassen. Infolgedessen ist der Tod eines Einwohners von Altenrath zu beklagen gewesen.

## Sehenswürdigkeiten
- verschiedene Wegekreuze und Fußfälle aus dem 17. und 18. Jahrhundert
- In Altenrath gibt es einen sehr gut bespielbaren Bolzplatz, weshalb einige Jugendliche im Jahr 2004 eine Altenrather Liga gründeten mit Spielen über 2 × 45 Minuten

## Wander- und Radwege
- Der Ortsrundwanderweg A3 durchläuft den Ort.

## Busverbindungen
Haltestelle Altenrath:
- 332 Wipperfürth – Lindlar – Remshagen – Engelskirchen Bf. (OVAG, Mo–Fr ca. jede Stunde, Samstags- und Feiertagsverkehr, kein Abend- und Nachtverkehr)
- 401 Industriegebiet Klause – Lindlar – Waldbruch – Schmitzhöhe – Hommerich – Kürten Schulzentrum (KWS, an Schultagen eine Fahrt)